# Teatro Nacional Sucre
El Teatro Nacional Sucre es uno de los más antiguos teatros de ópera de Sudamérica y de la ciudad de Quito, además de ser el más prestigioso teatro del Ecuador. Fue construido entre 1879 y 1886 por orden del presidente Ignacio de Veintimilla, siguiendo un modelo de inspiración europea, pues se trata de un teatro a la italiana. Cuando fue inaugurado gobernaba la República José María Plácido Caamaño.
Es una de las salas de ópera más antigua de Sudamérica, pues fue inaugurada en 1886, antes que el Teatro de Cristóbal Colón de Bogotá (1892), el Amazonas de Manaos (1896) y el Colón de Buenos Aires (1908).
El escenario del Sucre ha sido testigo no solo de las más grandes obras teatrales y orquestales que han pasado por el país, sino que también sirvió como sede de sucesos de la vida política nacional, como la posesión presidencial de algunos mandatarios, de los alcaldes de la capital, y de otros eventos de trascendencia.
La Fundación Teatro Nacional Sucre, que depende del Cabildo capitalino, administra el teatro, que aunque fue de propiedad estatal pasó al Municipio de Quito. La Fundación administra también el Teatro México, el Teatro Variedades, Centro Cultural Mama Cuchara, la Casa de la Fundación y el Café del Teatro.

## Historia

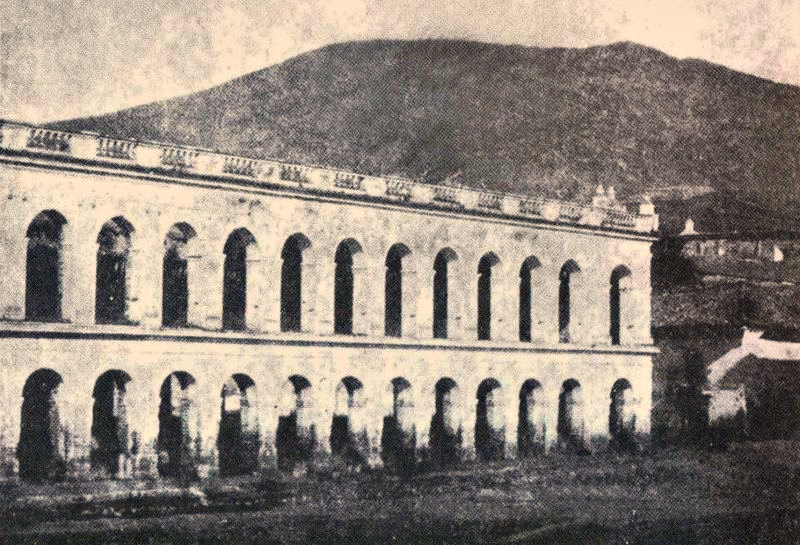
Mercado de las Carnicerías de Quito, que se levantaba donde hoy se encuentra el Teatro Nacional Sucre, alrededor de 1875.

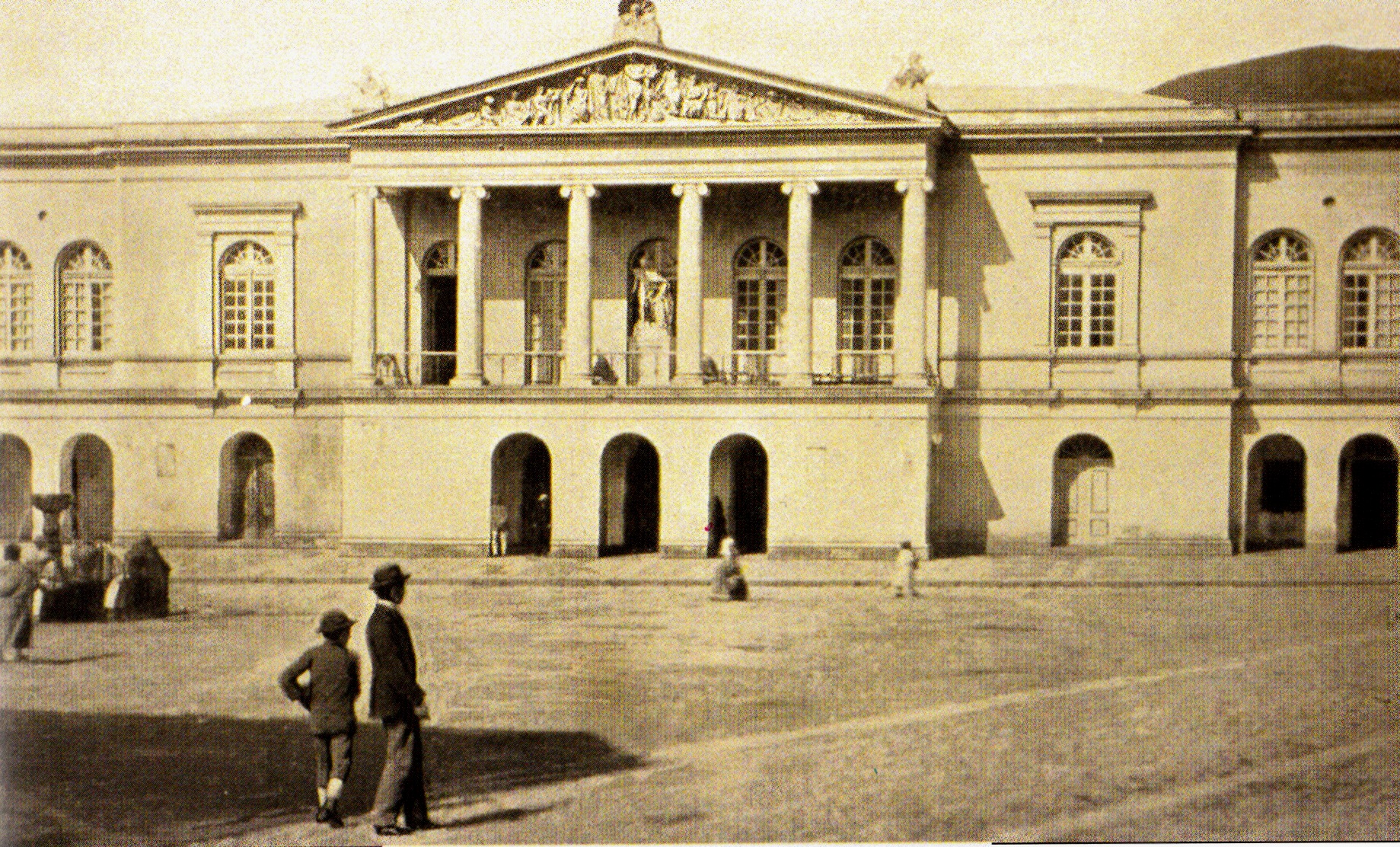
El teatro a finales del.

El lugar en el que hoy se levanta el Teatro Nacional Sucre fue conocido a mediados del siglo XVI como Plaza de las Carnicerías, porque en su alrededor se encontraban varias despensas de ese tipo, lo que hoy llamaríamos un matadero o camal.
A inicios del siglo XVII, el cabildo de la ciudad decide cerrar las carnicerías civiles y construir un solo edificio estatal destinado a esas labores, realizando así la primera limpieza del sector, permitiendo de esta manera la instalación de casas y mansiones señoriales que antes no se atrevían a construir en las cercanías.
Entre 1670 y 1672 se utilizó la plaza frente al edificio de la carnicería para las conocidas corridas de toros de los sábados. En 1786, se construyó en este espacio la primera plaza de toros de la ciudad, convirtiendo al espacio en un referente cultural de la colonial urbe quiteña.
Años más tarde en 1867, la legislatura de la nueva República de Ecuador invita a las municipalidades de todo el país para que construyeran teatros en sus jurisdicciones, es así como en 1877 inician los estudios y concursos de diseño para la construcción del primer teatro de envergadura de la ciudad que además incluyera una plaza abierta en su frente.
La construcción del Teatro Nacional Sucre comienza a finales del siglo XIX, impulsado principalmente por Marieta de Veintimilla -conocida popularmente como La Generalita-, sobrina del presidente Ignacio de Veintimilla y que hacía las funciones de primera dama de la nación. Los trabajos iniciaron en el año 1879 y terminaron en su totalidad en 1887, un par de meses después de su apertura. Su inauguración fue el 25 de noviembre de 1886, causando gran impacto entre la ciudadanía de la época. Fue llamado oficialmente en honor al mariscal de Ayacucho Antonio José de Sucre.
En el gobierno del presidente Galo Plaza Lasso, el teatro fue cerrado para una primera reconstrucción y modernización, que terminó en 1952. En 1994 el edificio fue cerrado nuevamente para ser rehabilitado. Se reinauguró a los 117 años de su primera apertura, el 24 de noviembre de 2003 con la presentación de la ópera Rigoletto en coproducción con la Asociación Pro-Lírica del Perú. Desde entonces la actividad artística que se desarrolla en este escenario ha sido interrumpida. El 13 de noviembre de 2006, el teatro estrenó la ópera ecuatoriana, Manuela y Bolívar, del compositor Diego Luzuriaga.

## Estilo arquitectónico

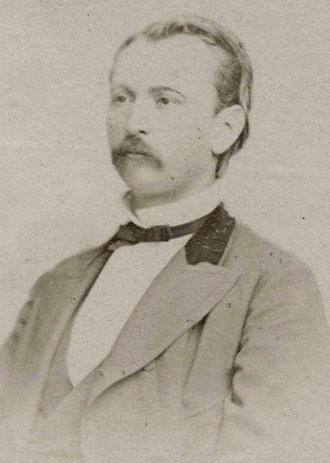
Francisco Schmidt, arquitecto a cargo de la obra.

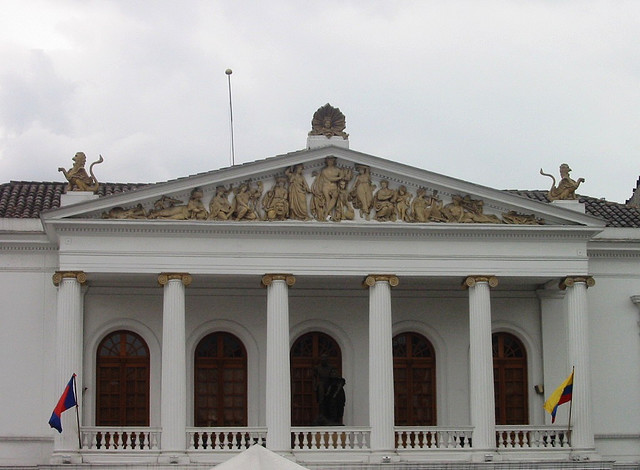
Detalles del frontón y balcón del teatro.

El Teatro Nacional Sucre es un hito arquitectónico en Quito, que expresa el carácter neoclásico que primaba en la época en que fue construido, es decir finales del siglo XIX. El diseño del proyecto lo realizó el arquitecto alemán Francisco Schmidt, y su estilo recuerda las grandes casas de ópera europeas, en las que se evidenciaba el denominado teatro de herradura, por el sistema de palcos que las componían.
La fachada del teatro se inspira en el palladianismo renacentista: tiene una planta baja y el piso noble en la parte alta. El cuerpo central presenta un frontón con una loggia sostenida por seis columnas jónicas. La distribución de la fachada, con un cuerpo central y dos torreones a los costados, parece inspirado en la Villa Emo que se levanta cerca de Venecia, en Italia.
El frontón está decorado con un friso dorado en cuyo centro destaca la imagen del dios griego Apolo, (reconocible por la cítara o lira que tiene como atributo y que lleva en la mano derecha y en su condición de jefe de las musas, el llamado Apolo Musageta) y las 9 musas canónicas: Calíope, Clío, Erato, Euterpe, Melpómene, Polimnia, Talía, Terpsícore y Urania. En los costados del frontón del teatro, se pueden ver dos grifos, uno a cada lado, criaturas mitológicas asociadas con Apolo, que parecen custodiar el teatro, consagrado a su amo.
En el centro de la loggia se aprecia una estatua en bronce del Mariscal Sucre, que levanta una mujer de rasgos mestizos cuyas cadenas ha roto: se trata de una alegoría de la libertad de la nación ecuatoriana. La estatua fue originalmente diseñada como un monumento al héroe de la batalla de Pichincha, pero finalmente terminó decorando la loggia del teatro.

La planta baja del teatro tiene varios arcos de medio punto, que fueron en parte reutilizados del antiguo edificio colonial de las Carnicerías. En los cuerpos laterales del teatro hay sendos torreones rematados por frontones. Como en todo edificio de inspiración renacentista, la fachada es totalmente simétrica. La fachada del Teatro tiene una longitud aproximada de 55 metros y se enmarca en la Plaza del Teatro, una explanada de aproximadamente 3000 metros cuadrados de superficie.

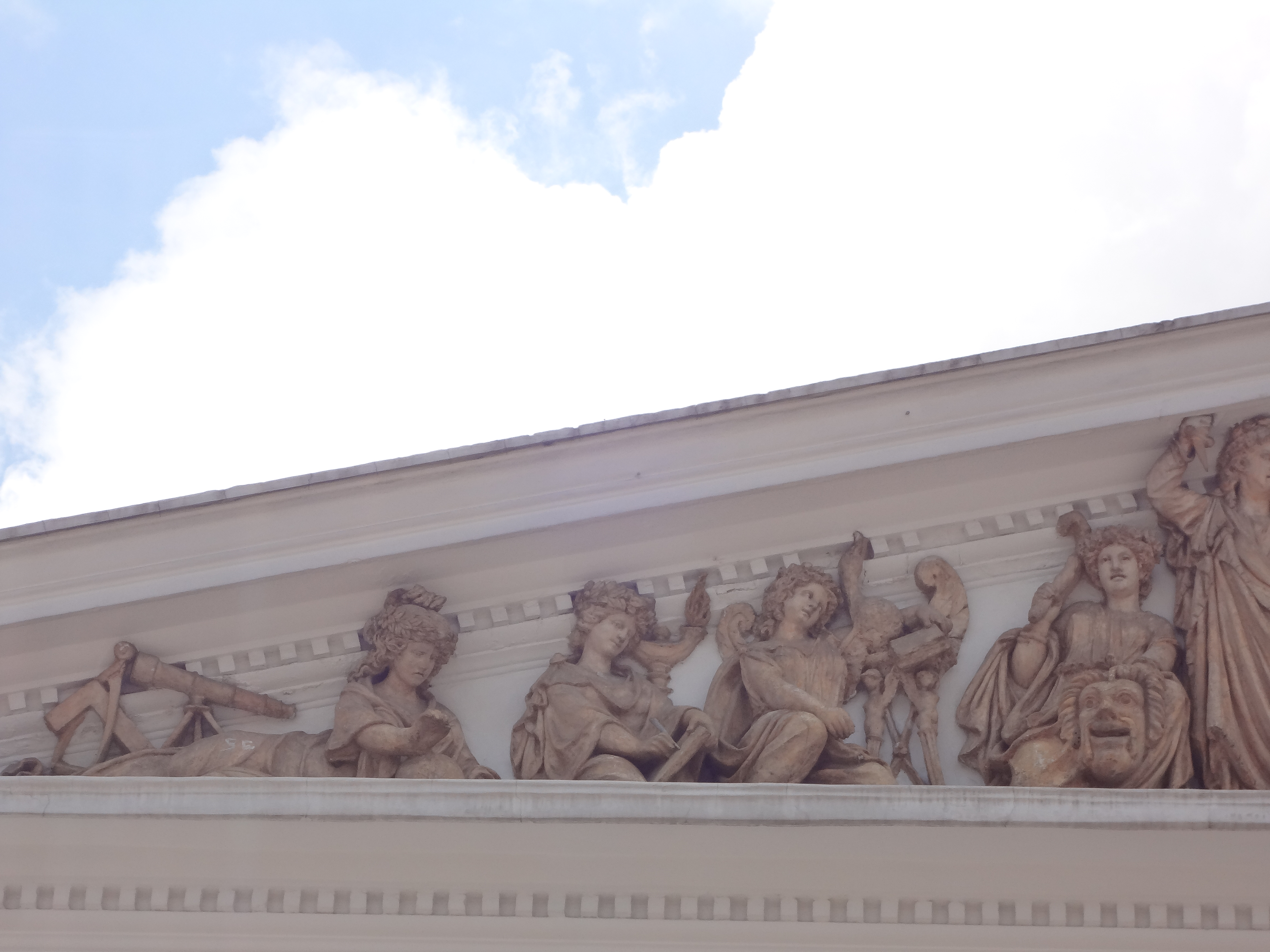
Esculturas del frontón, detalle del lado oriental.
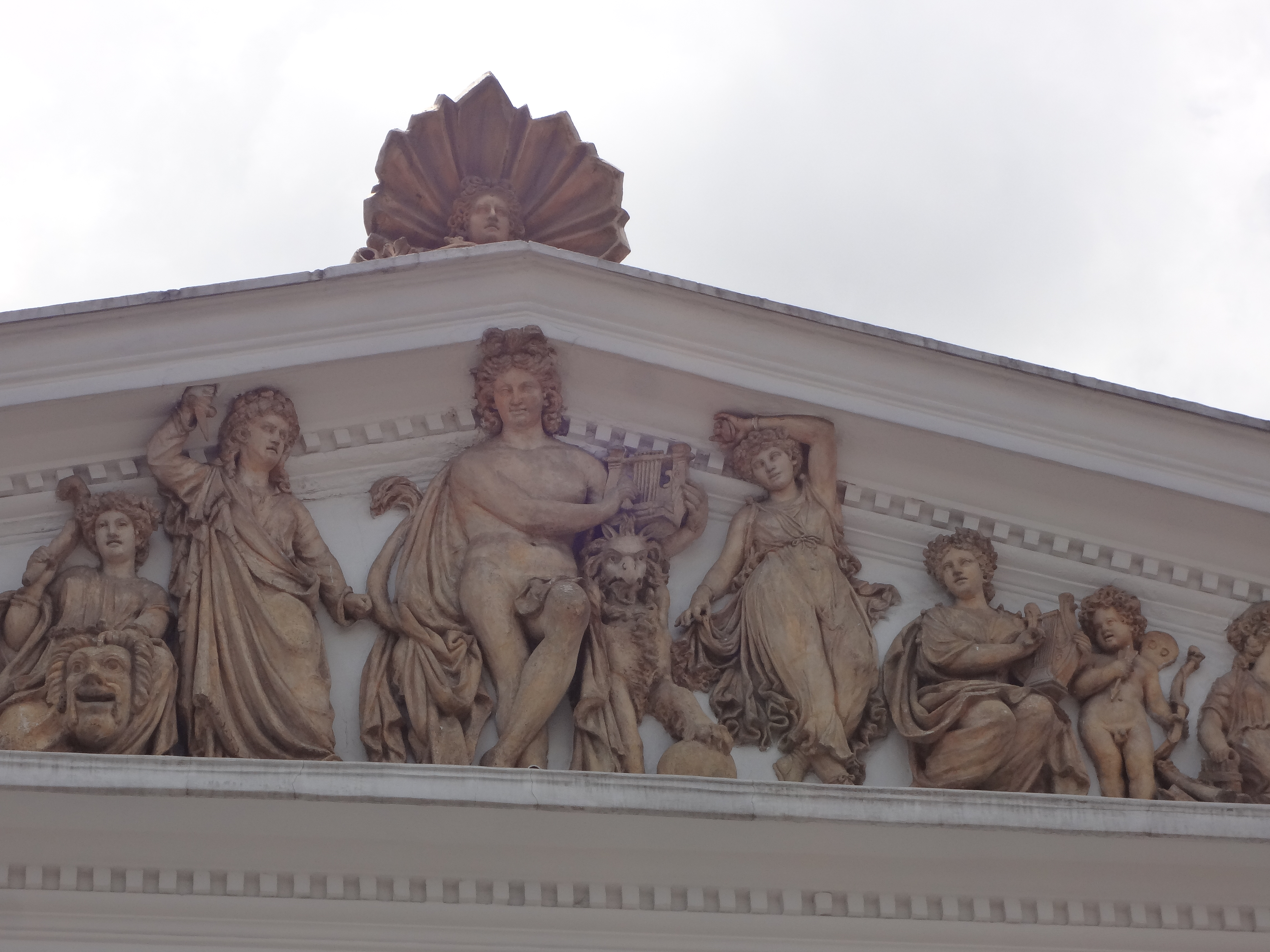
Esculturas centrales del frontón.
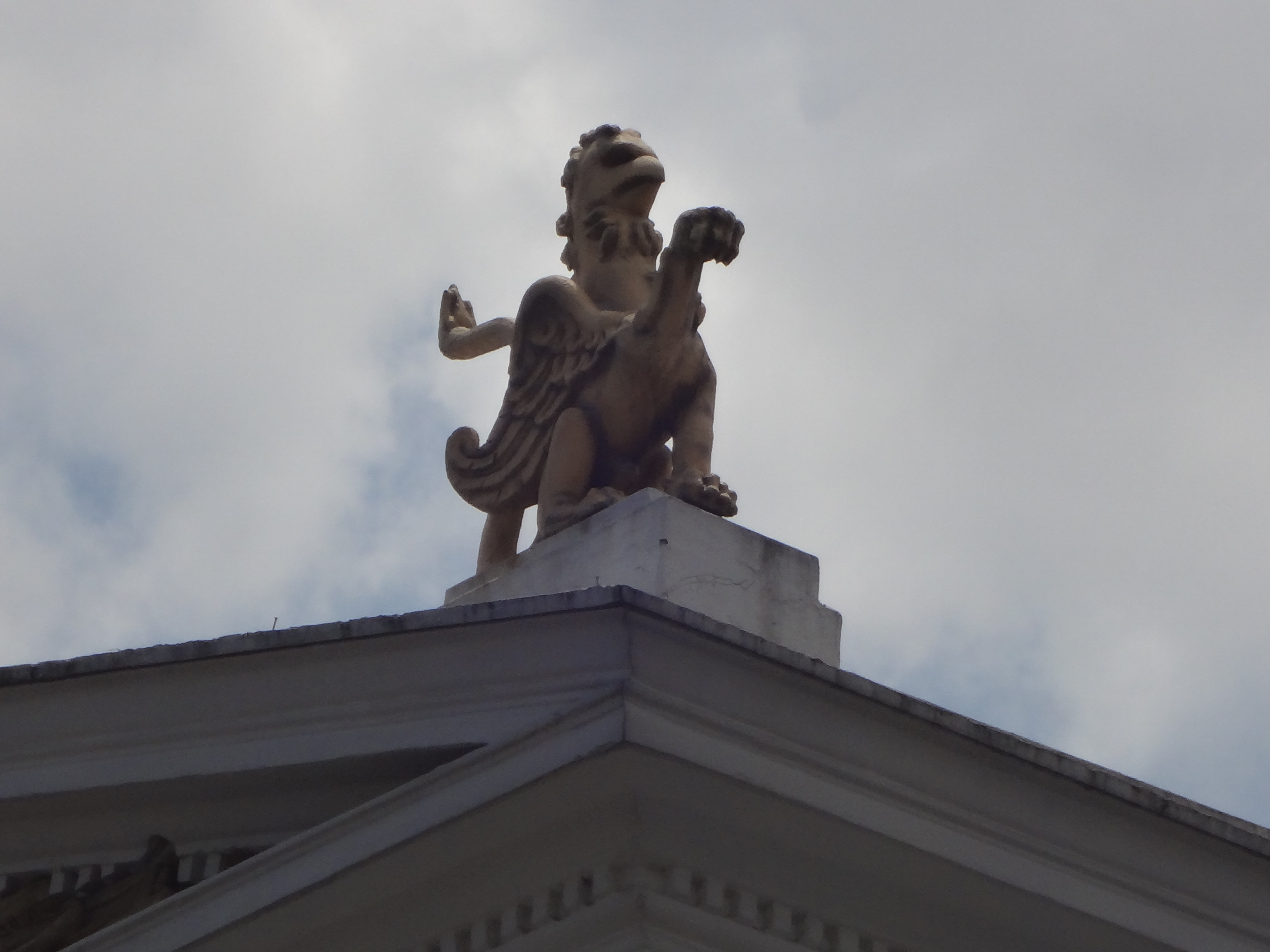
Acrotera en forma de grifo.

## Interior

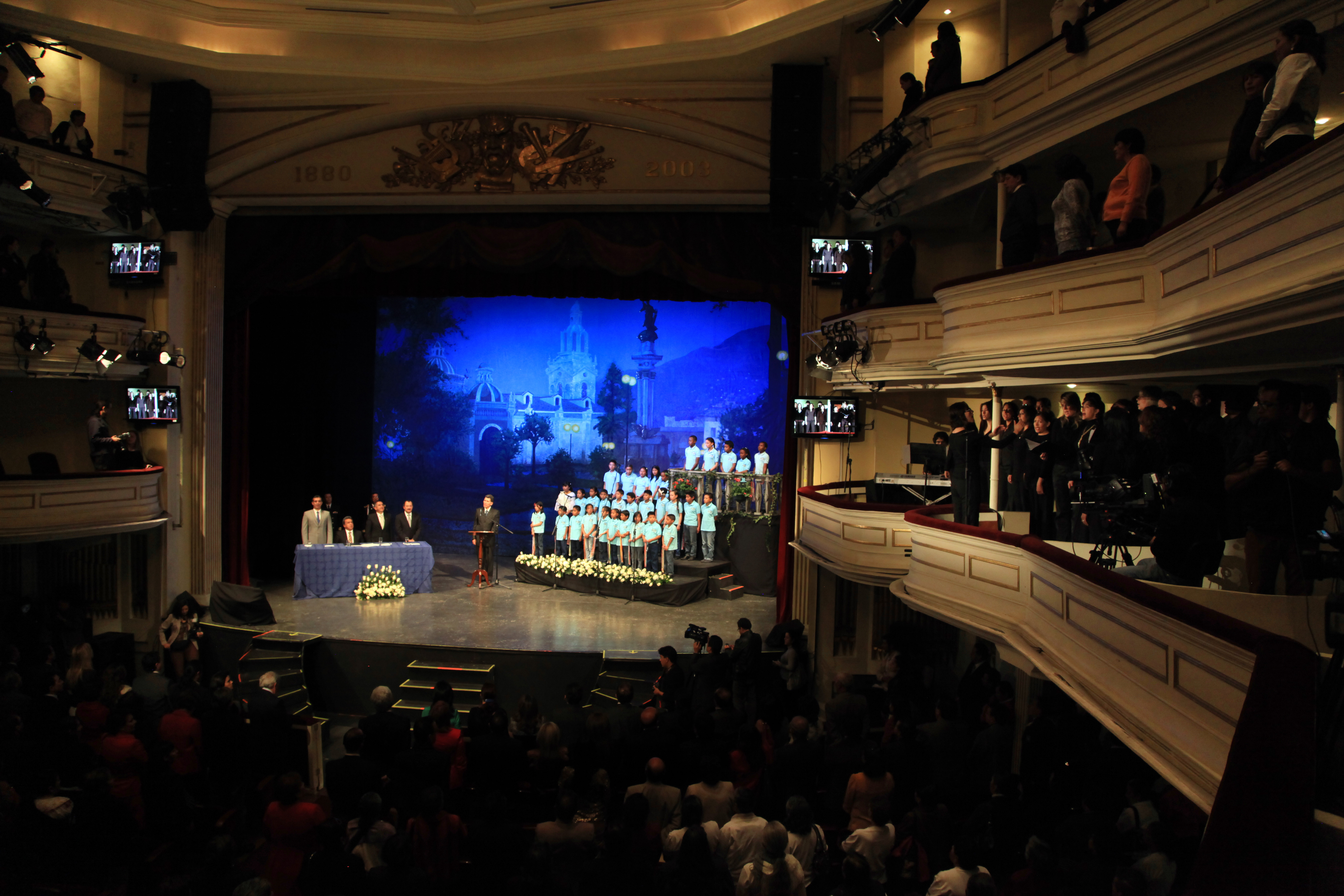
Interior del teatro.

El interior del Teatro está ricamente decorado con obras de arte que datan en su mayoría del siglo XIX, entre ellas lámparas francesas del mismo período y mobiliario de mediados del siglo XX.
En el vestíbulo principal o foyer, cuyas ventanas dan a la loggia se pueden encontrar también tres lámparas de pie de origen vienés y dos grandes espejos de piedra del siglo XIX.
Entre los frescos que decoran las paredes del ingreso a la sala principal del teatro están "Don Juan Tenorio" y "El sueño de una noche de verano", ambos de Alberto Coloma Silva; y un mural de tres partes que representa a personajes cotidianos y especiales de la ciudad de Quito, obra de Jaime Zapata en el año 2004.

### Localidades
La disposición del teatro se divide en 4 localidades: Platea principal, Primera fila de palcos, Segunda fila de palcos y Luneta. La primera se dispone sobre la base del edificio, frente al escenario, mientras que las tres restantes lo hacen en forma de herradura en los pisos superiores. El palco principal se ubica en el centro de la primera fila de palcos, justo en frente del escenario y sobre la entrada principal a Platea.

### Aforo
El aforo del teatro es de 737 butacas, divididas según las localidades. La Platea tiene una capacidad para 404 asientos, la primera de palcos de 136 butacas, la segunda de palcos de 100 butacas y la luneta dispone de 97 butacas. De este total, salen a la venta 665 butacas.

### Escenario
El escenario del Teatro Nacional Sucre se ubica tras un histórico telón de terciopelo rojo que está allí desde su inauguración en el siglo XIX. Éste se recoge de manera vertical en dos secciones. Un segundo telón de acero ricamente pintado durante las remodelaciones de 2004 baja también sobre el de terciopelo, este tiene la función de evitar la propagación de un incendio que pueda ocasionarse por los equipos en el escenario, un accidente bastante común en los teatros.
El escenario original fue sustituido por uno móvil durante las remodelaciones, para darle más versatilidad y funcionalidad.
Tiene las siguientes medidas:
- Boca: 10 x 7 metros
- Fondo: 11 metros
- Ancho: 6,50 metros
- Proscenio: 2,20 metros
- Foso: 2,40 metros
- Peine: 17 metros

Cuenta además con varios televisores de plasma adecuados para personas con discapacidad.